# Eucalyptus urophylla
Espèce
Statut de conservation UICN

 EN (IUCN 3.1) : En danger
Eucalyptus urophylla, communément appelé gommier blanc du Timor, Gommier montagneux du Timor, popo ou ampupu, est une espèce de plantes à fleurs du genre Eucalyptus et de la famille des Myrtaceae. C'est un arbre originaire des îles de l'archipel indonésien et du Timor.
Il est également courant dans d'autres pays aux climats tropicaux humides et subhumides où il est cultivé comme bois de plantation.
C'est l'emblème floristique du Timor oriental.

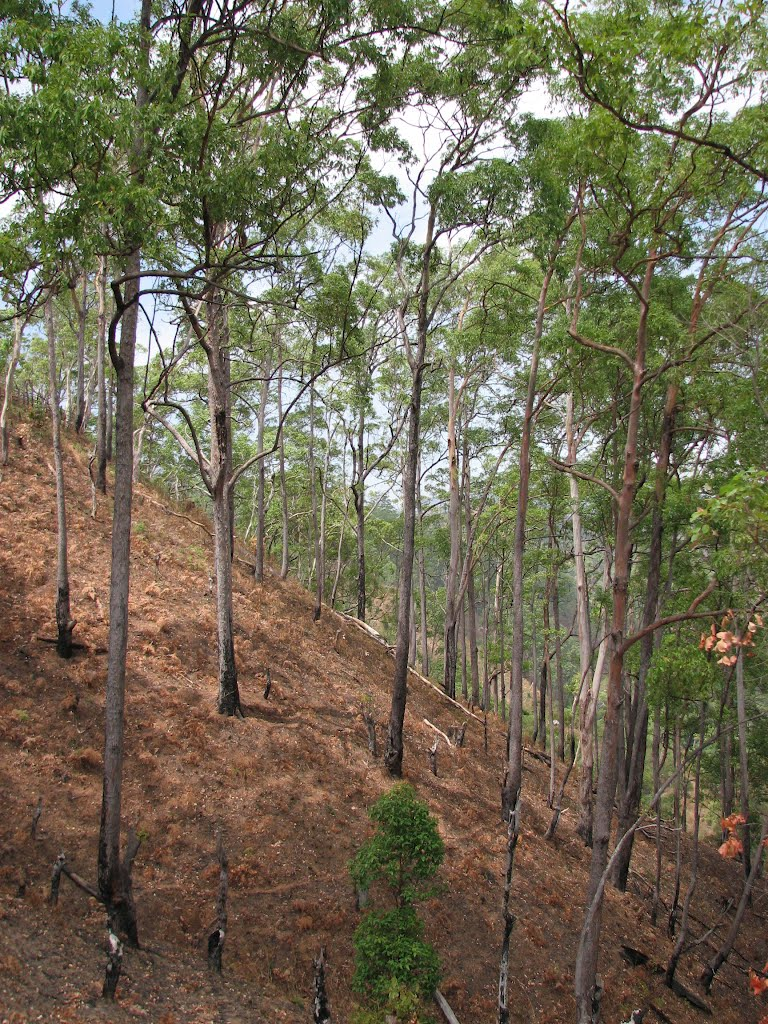
Eucalyptus urophylla au Timor-oriental.

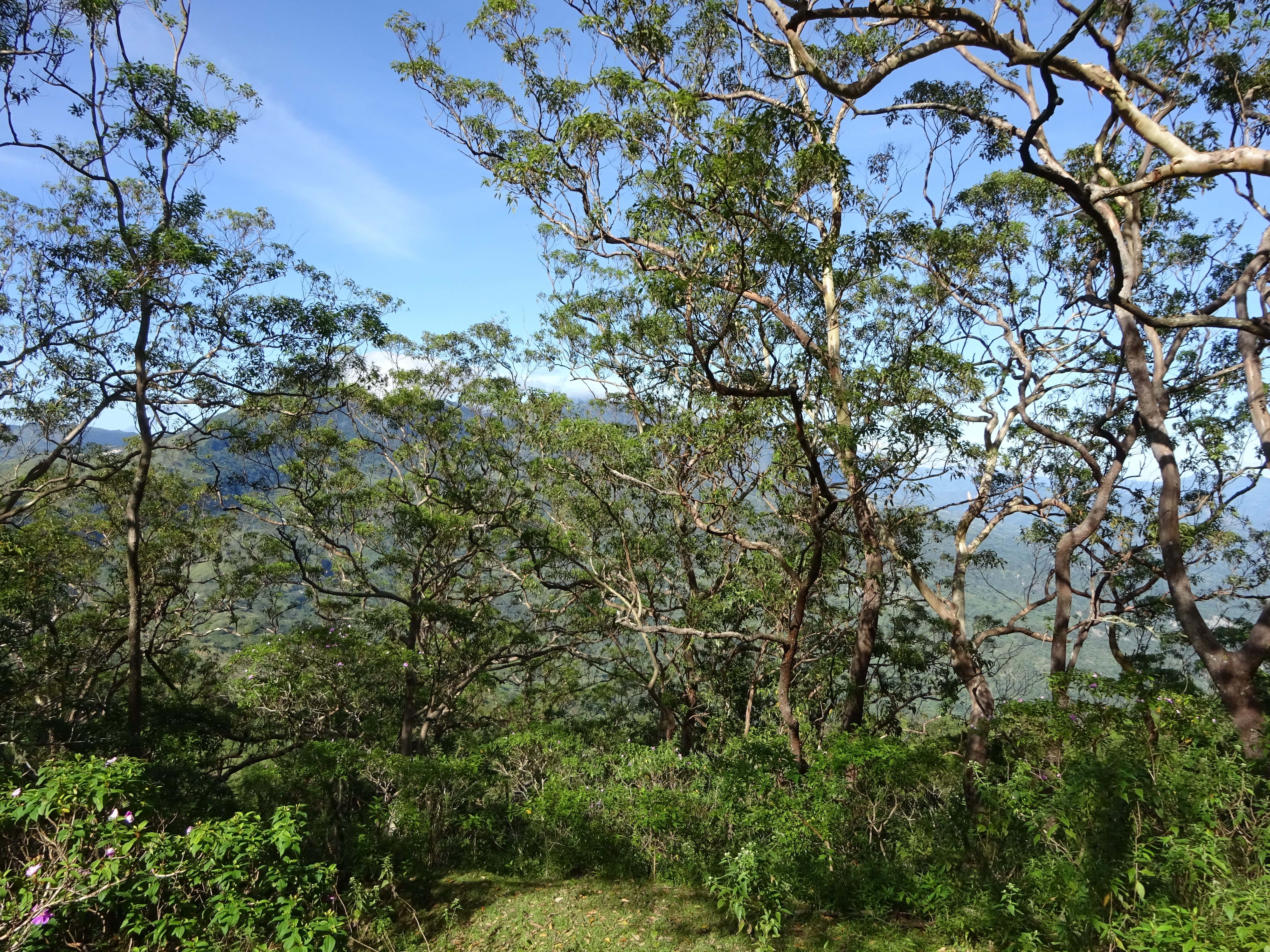
Forêt dE. urophylla sur le mont Loelaco.

## Description
Cet Eucalyptus est un arbre à feuilles persistantes qui atteint généralement une hauteur de 25 à 45 mètres, mais peut également être un arbuste noueux lorsque les conditions de croissance sont défavorables,. L'arbre a un fût droit sans branches présentes sur le tronc jusqu'à 30 m. Le tronc peut avoir un diamètre allant jusqu'à 2 m. L'apparence de l'écorce est variable selon les conditions, mais elle est généralement persistante et légèrement fibreuse, lisse à peu profonde avec des fissures longitudinales étroites et de couleur rouge-brun à brune. Il peut avoir parfois une texture plus rugueuse principalement à la base du tronc.
Les feuilles adultes sont vertes et persistantes mais avec une tendance à se décolorer avec l'âge, elles ont une disposition quasi-opposée à alterne et sont de forme largement lancéolée avec une longueur de 10 à 15 cm et une largeur de 5 à 8 cm. E. urophylla ne commence à fleurir qu'après deux ou trois ans pendant la saison sèche. Il produit une simple inflorescence axillaire appelée conflorescence avec des ombelles solitaires contenant cinq à huit fleurs ayant chacune entre 8 et 22 millimètres de longueur. Après la floraison, elle produit une gomme-noix ou un fruit. Le fruit a la forme d'une capsule typique des Eucalyptus. Il est en forme de coupe et contient trois valves avec un double opercule. Le fruit contient quatre à six petites graines noires semi-circulaires. Les graines parviennent généralement à maturité six mois après la floraison.
Les spécimens peuvent être très variables en ce qui concerne l'écorce, la taille et la forme des fruits.

## Taxonomie
L'espèce a été décrite pour la première fois en 1977 par le botaniste Stanley Thatcher Blake dans le cadre de l'ouvrage Four new species of Eucalyptus publié dans la revue Austrobaileya. L'épithète spécifique urophylla signifie « avec des feuilles ayant une pointe allongée » et le mot est composé de termes dérivés du grec : du prefixe uro- de ourá signifiant « queue » et -phyllus signifiant « à feuilles ». Blake décrit les feuilles aristées spécifiques de l'espèce en usant de l'adjectif caudate, signifiant « se terminant par un appendice en forme de queue ». 
Il a été utilisé pour produire des espèces hybrides car il semble résistant aux insectes, y compris un bois portant le nom commercial de "Lyptus", hybridé avec Eucalyptus grandis, communément appelé gommier rose ou gommier submergé.

## Répartition et écologie
L'espèce est originaire des petites îles de la Sonde en Indonésie. Sa répartition est épisodique dans les régions du sud-est de l'archipel et rencontré sur sept îles au total: Adonara, Alor, Flores, Lembata, Pantar, Timor et Wetar. Son habitat naturel s'étend sur environ 500 km. E. urophylla peut croître à diverses altitudes allant du niveau de la mer jusqu'à environ 3000 mètres. L'espèce est endémique aux zones de mousson avec deux à huit mois secs par an et peut tolérer des sols pauvres en nutriments qui sont humides et bien aérés. La plupart des sols dans lesquels on trouve E. urophylla sont d'origine volcanique. Il domine souvent au sein des forêts de montagne ouvertes, généralement secondaires, où il pousse sur les versants des montagnes et dans les vallées. On le trouve souvent sur des sols à base de basalte, de schiste et d'ardoise mais rarement de calcaire arrondi.
Il a été introduit comme bois de plantation dans des zones situées au-delà de son aire naturelle d'origine. L'espèce a été plantée à Java en 1890 et au Brésil en 1919, elle a été introduite en Australie en 1966 et plus récemment en Afrique au Cameroun, au Congo, au Gabon, en Guyane française, en Côte d'Ivoire et à Madagascar, ainsi qu'en Malaisie, au Vietnam, dans le sud de la Chine et en Papouasie-Nouvelle-Guinée en Asie.
Elle est identifiée comme une espèce exotique envahissante (EEE) au Brésil et est connue également pour être un hôte mineur du papillon ravageur Spodoptera frugiperda appelé aussi la légionnaire d'automne.

## Usages
L'arbre est utilisé pour fabriquer une variété de produits, notamment du charbon de bois, des meubles, des poteaux de construction, des poteaux de clôture, des panneaux muraux, des panneaux de fibres de bois de la pâte à papier et du combustible. Rien qu'au Vietnam, il y a 200 000 hectares  de plantations d'E. urophylla.
Il peut être utilisé à des fins de reboisement dans son aire de répartition d'origine.